# Bahnhof Castelvetrano
Der Bahnhof Castelvetrano ist heute ein Durchgangsbahnhof an der Bahnstrecke Palermo–Trapani im westsizilianischen Freien Gemeindekonsortium Trapani. Bis 1986 gab es entlang der Südwestküste auch die Bahnstrecke Castelvetrano–Porto Empedocle sowie mit der Bahnstrecke Castelvetrano–San Carlo–Burgio eine zweite Verbindung nach Palermo, die aufgrund ihrer geringeren Spurweite von 950 Millimeter im Bereich des Bahnhofes ein Dreischienengleis erforderte.

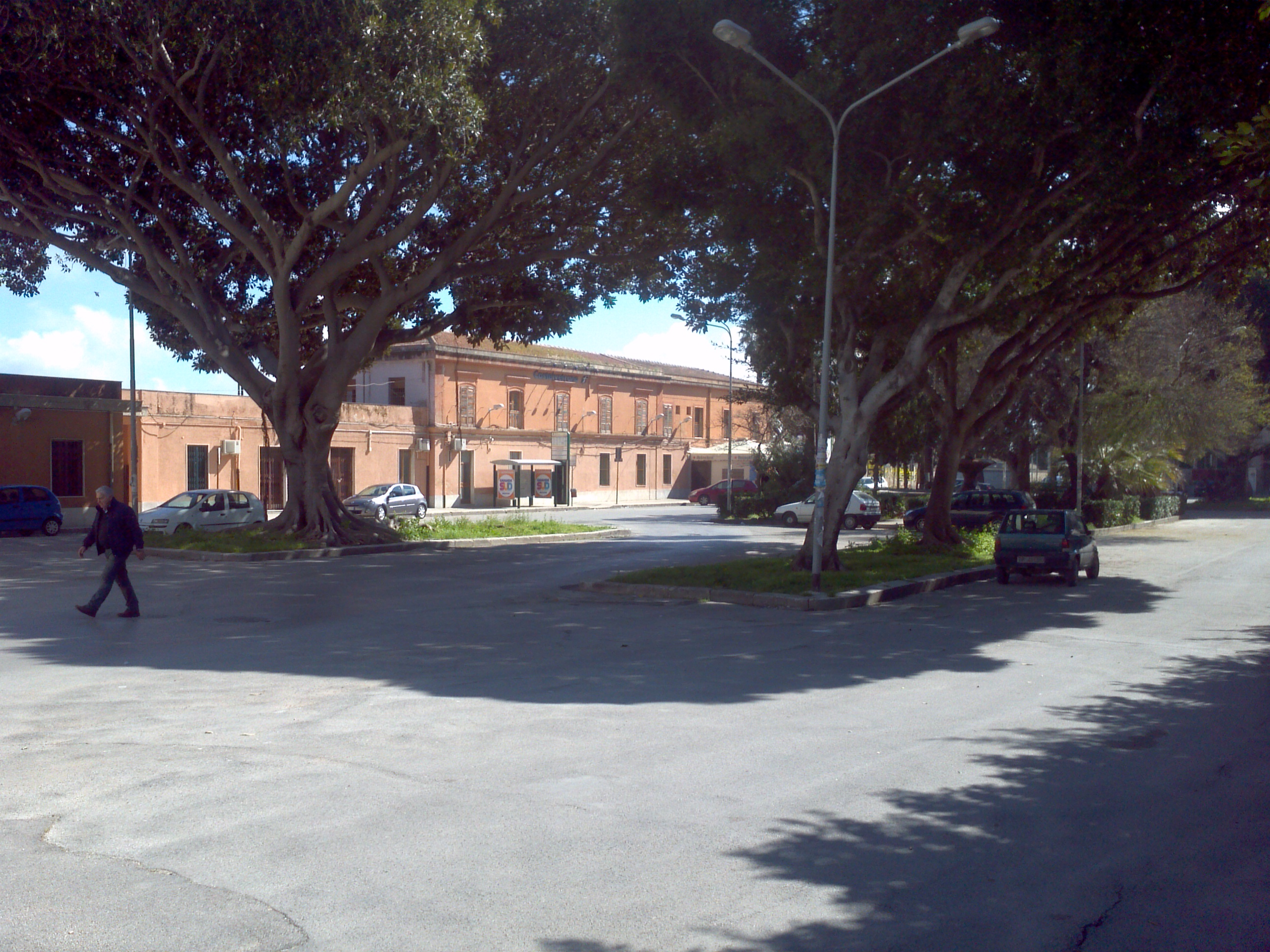
Bahnhof Castelvetrano, Sicht von Nordwesten

Der langgestreckte Baukörper liegt annähernd in Nord-Süd-Richtung am Hang und trennt die Stadt im Westen mit den Bahnanlagen und tiefer liegender Peripheriebebauung im Osten.
Das fünfachsige, wenig repräsentative Zentralgebäude ist wie der südliche, etwas zurückliegende Anbau zweigeschossig und verputzt. Die Bauweise entspricht vieler süditalienischer Funktionsbauten mit flachem Walmdach und raumhoher Fenster im Obergeschoss. Nach Norden ist ein einstöckiger Zweckbau für Bahnwirtschaft angebaut. Als separater Baukörper befindet sich noch weiter nördlich ein Satteldach-gedeckter, traufständiger Güterschuppen. Nur der Hausbahnsteig ist überdacht, die Inselbahnsteige sind nur mit einem Übergangsweg und nicht per Über- oder Unterführung erreichbar.
Südlich vom Bahnhofsgebäude befindet sich lediglich ein Wasserturm, alle anderen bahntechnischen Bauwerke sind entlang des nordwärts führenden Gleisstrangs gelegen. Castelvetrano war eine wichtige Durchgangsstation, in der die Instandhaltung der Infrastruktur und Betankung der Lokomotiven vorgenommen wurde. Durch den Verlust der Trennungsfunktion sowie überwiegend durchgehender Züge sind diese Versorgungsfunktionen weitgehend verlorengegangen. Einige von Trapani kommende Züge enden in Castelvetrano.
Vor dem Gebäude befindet sich mit der Piazza Amendola ein kleiner parkähnlicher Platz mit altem Baumbestand und Springbrunnen sowie die Bushaltestellen.